# Francisco Vásquez de Coronado
Francisco Vázquez de Coronado (* 1510 in Salamanca; † 22. August 1554 in Mexiko-Stadt) war ein spanischer Conquistador.

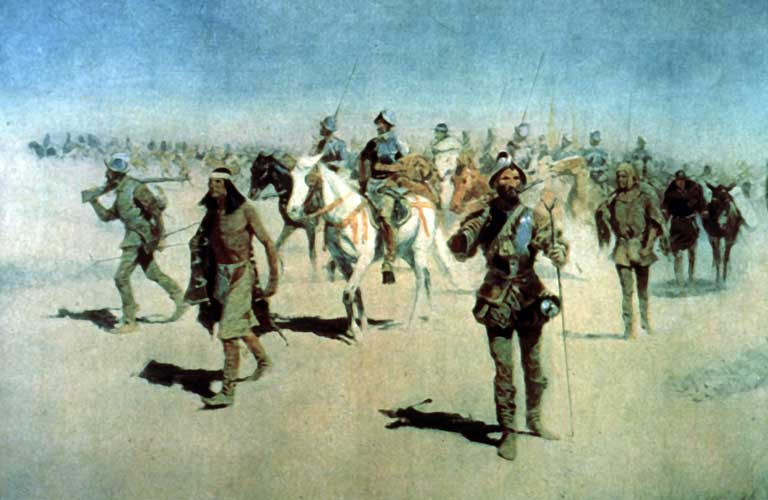
Coronados Weg nach Norden
Illustration nach einem Historiengemälde von Frederic Remington, entstanden 1898, zerstört 1908

## Leben

### Anfänge
Francisco Vásquez de Coronado stammte aus einer Adelsfamilie aus Salamanca. Da er nicht der Erstgeborene war, erhielt er auch nicht das Erbrecht. Zu seinen Freunden zählte Antonio de Mendoza, der spätere Vizekönig von Neuspanien, und so wanderte er 1535 nach Mexiko-Stadt aus. 1539 heiratete er dort Beatriz de Estrada, und im gleichen Jahr wurde er von Antonio de Mendoza zum Gouverneur von Neu-Galicien ernannt.

### Expedition durch Nordamerika

#### 1540: Die Eroberung der Pueblos

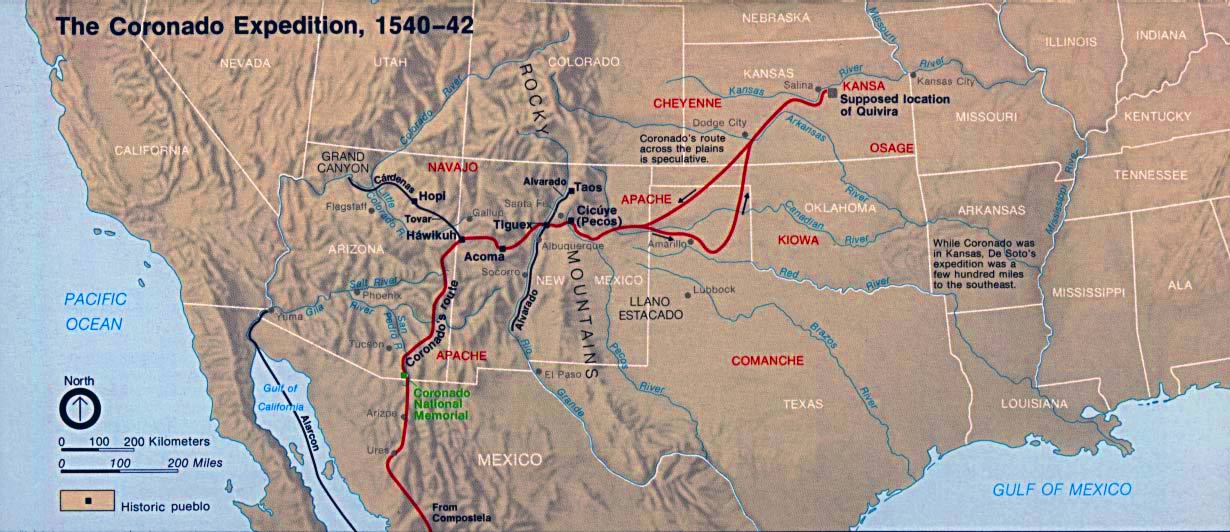
Expedition von Vásquez de Coronado

1539 schickte Antonio de Mendoza Vásquez de Coronado auf die Suche nach den sieben goldenen Städten von Cibola. Mit ca. 350 Spaniern, 300 Indianern und 1000 Sklaven sowie ca. 1500 Tieren machte sich Coronado auf den Weg. Im April 1540 reiste er aus Mexiko ab. Mit zwei Schiffen befuhren einige Expeditionsmitglieder den Golf von Kalifornien und so entdeckte Hernando de Alarcón am 26. August 1540 die Mündung des Colorado River.
Im August erreichte Coronados Trupp den San Pedro. Im Jahr 1540 teilte er seine Armee. Der Tross mit den Vorräten, dem Vieh und den Kanonen war einfach zu langsam. Mit weniger als 100 Mann ritt er voraus. Über viele Tage ritten die Männer durch unbewohntes Gebiet, in dem sie keine Nahrung und kaum Wasser fanden. Schließlich erreichten sie halb verhungert Hawiku, eine der Städte, die den Gerüchten nach sehr reich sein sollten. Doch diese Stadt war eine Enttäuschung, denn sie war weder groß noch reich. Außerdem verwehrten ihnen mehrere hundert Zuñi-Krieger den Einlass. Der Hunger ließ den Spaniern keine andere Wahl, als diesen Ort zu erobern. Zuvor verlasen sie den Indianern jedoch das Requerimiento, in dem auf Spanisch erklärt wurde, dass ihre Siedlung von nun an zum Reich Kaiser Karls V. gehöre, damit sie den christlichen Glauben annehmen sollten und dass sie Frieden mit den Spaniern halten sollten. Im Kriegsgeschrei der Zuñis waren die indianischen Dolmetscher nicht zu verstehen. Trotzdem wurde die Proklamation bis zum Ende verlesen. Die Zuñis schossen ein paar Pfeile auf die Spanier und trafen die Kutte eines Paters. Daraufhin stürmten die Konquistadoren gegen die zahlenmäßige Übermacht vor und zwangen sie zum Rückzug. Obwohl sich die Verteidiger schnell in ihre Stadt zurückzogen, wurden einige Indianer getötet. Von ihren flachen Dächern warfen sie mit Steinen und schossen mit Pfeilen auf die Angreifer. Da Coronado eine vergoldete Rüstung trug, war er in der Menge leicht zu erkennen. Deshalb wurde er mehrfach getroffen, doch seine Offiziere García López de Cárdenas und Hernando de Alvarado retteten ihm das Leben. Nachdem ein Offizier eine Leiter entdeckt hatte, drangen die Angreifer über ein Dach in die Stadt ein und besetzten sie, während die Einwohner flüchteten. Die Spanier hatten nur einige Verwundete und keinen Toten zu beklagen. Sie plünderten den Ort und nahmen die Vorräte mit. Nachdem sie ihre Gefangenen freigelassen hatten, kamen die Indianer zurück, brachten Geschenke und baten um Frieden.
Coronado benutzte die Stadt als Stützpunkt und eroberte fast den gesamten heutigen Südwesten der USA. Die kleine Gruppe teilte sich häufiger, und so erreichte García López de Cárdenas den Grand Canyon und Hernando de Alvarado das Rio-Grande-Tal. Ein Zuñidorf wurde tatsächlich Cibola genannt, doch auch hier gab es keine Reichtümer.
Erst jetzt traf der Tross mit den Vorräten und den restlichen Soldaten ein. Das Land war erobert, doch Gold hatten sie keines gefunden.

#### 1541–42: Quivira und die Rückkehr
Nun aber hörten sie von dem Goldland Quivira. Da die Männer nicht mit leeren Händen nach Mexiko zurückkehren wollten, folgten sie einem Indianer namens El Turco, der angeblich den Weg nach Quivira kannte. Doch das Ziel dieses Indianers war es, die Spanier in die endlosen Weiten der Prärie zu führen und dort verhungern und verdursten zu lassen.
Am 23. April 1541 zogen sämtliche Spanier mit ihrem indianischen Führer nach Nordosten, auf der Suche nach Quivira, dem Goldland. Mehrere Wochen folgten sie dem Mann, dabei legten sie die Strecke Arizona-New Mexico-Nordtexas-Oklahoma-Kansas zurück. Der Marsch war entbehrungsreich und sie kamen mit dem großen Tross nur sehr langsam voran. Nach vierzig Tagen schickte Coronado den größten Teil seiner Truppe zurück nach Tiguex. Er selbst ritt mit dreißig Männern weiter. Als sie Quivira erreichten, fanden sie nichts als ein paar Grashütten, in denen nomadische Indianer lebten, die Büffel jagten. Gold, das die Spanier ihnen zeigten, hatten sie noch nie gesehen. Nachdem El Turco gestanden hatte, die Spanier in die Irre geführt zu haben, ließ Coronado ihn hinrichten und kehrte um. Nachdem er in Tiguex überwintert hatte, kam Coronado im Frühling 1542 mit ca. 100 Leuten in Mexiko-Stadt an. Etwa 200 Leute kamen dort erst in den nächsten Monaten an.

### Erfolge der Expedition
Vásquez de Coronado konnte die erhofften Reichtümer weder in Cibola noch Quivira finden. Darum erreichte er nicht mehr als die Siege über die Pueblo-Indianerstämme Zuñi und Hopi sowie über die Tiwa. Die meisten Indianer wehrten sich gegen die Missionierung. Nebenbei war er der erste Europäer in den Staaten Utah und Kansas. Jedes Gebiet, das er durchquerte, nahm er für die spanische Krone in Besitz.

### Folgen der Expedition
Wenige Wochen nachdem Vásquez de Coronado mit seiner Armee aus Neu-Galicien in den Norden abgerückt war, brach dort der Mixtón-Krieg aus. Die Indianer nutzen die Abwesenheit ihres Gouverneurs und seiner Armee für einen Aufstand.
Bei einem Gewitter verlor Vásquez de Coronado einen Großteil seiner Pferde und Rinder. Die Pferde bildeten einen Teil des späteren Grundstocks der Mustangherden. Mit ihnen wandelte sich das tägliche Leben der Indianer nachhaltig, denn erst mit der Hilfe des Pferdes konnten sie den Büffelherden hinterherziehen. Da Vásquez de Coronado den gewünschten Reichtum nicht fand, fiel er in Ungnade. Trotzdem konnte er sich vor Gericht verteidigen und behielt das Gouverneursamt bis 1544. Möglicherweise war seine Entlastung vor der offiziellen Untersuchungskommission in Mexiko-Stadt „höfischem Mitleid“ geschuldet, denn während der Expedition hatte er sich bei einem Sturz vom Pferd Verletzungen zugezogen, die ihn dauerhaft körperlich beeinträchtigten, und er war als gebrochener Mann zurückgekehrt. Zehn Jahre danach starb er.